# Petrus Jacobus Joubert
Petrus Jacobus (Piet) Joubert (Damaskus, Prins Albert, 20 januari 1831 – Pretoria, 28 maart 1900) was opperbevelhebber van het leger van de Zuid-Afrikaansche Republiek van 1880 tot 1900. Als politicus diende hij als vicepresident van de Republiek onder zijn rivaal Paul Kruger.

## Persoonlijk leven
Joubert werd geboren in Damaskus, in het district Prins Albert in de Britse Kaapkolonie. Hij was een afstammeling van de Franse hugenoten die naar Zuid-Afrika zijn gevlucht na het intrekken van het Edict van Nantes door Lodewijk XIV. Joubert werd vroeg in zijn jeugd wees en trok met Piet Retief naar de Transvaal, waar hij zich vestigde in het district Wakkerstroom bij Laingsnek en de noordoosthoek van Natal. Daar was hij niet alleen erg succesvol in het boerenbedrijf, maar begon hij ook rechten te studeren.

## Politiek
Dankzij zijn sluwheid in het boerenbedrijf alsmede zijn affiniteiten in de rechten werd hij in 1865 gekozen als lid van de Volksraad om Wakkerstroom te vertegenwoordigen. Toentertijd was Marthinus Wessel Pretorius bezig met zijn tweede termijn als president. In 1870 werd Joubert opnieuw verkozen en dankzij zijn rechtenkennis werd hij benoemd tot staatsprocureur van de republiek. In 1875 viel hij in voor president Burgers terwijl die in Europa was.

### Eerste Britse annexatie van de Transvaal
Gedurende de eerste Britse annexatie van de Transvaal kreeg Joubert een reputatie van onverzoenlijkheid. Samen met Paul Kruger spoorde hij aan tot een sfeer van verzet tegen de Britse onderdrukkers. Dit leidde tot de oorlog van 1880-1881 die het begin was van de nieuwe onafhankelijkheid van de Transvaal. Gedurende deze Eerste Boerenoorlog commandeerde hij de Boerentroepen bij Laingsnek, Ingogo en Majuba. Ook nam hij deel aan de eerste onderhandelingen tussen Boer en Brit. Hij werd opperbevelhebber en bestuurde de provisorische regering gevestigd in Heidelberg.

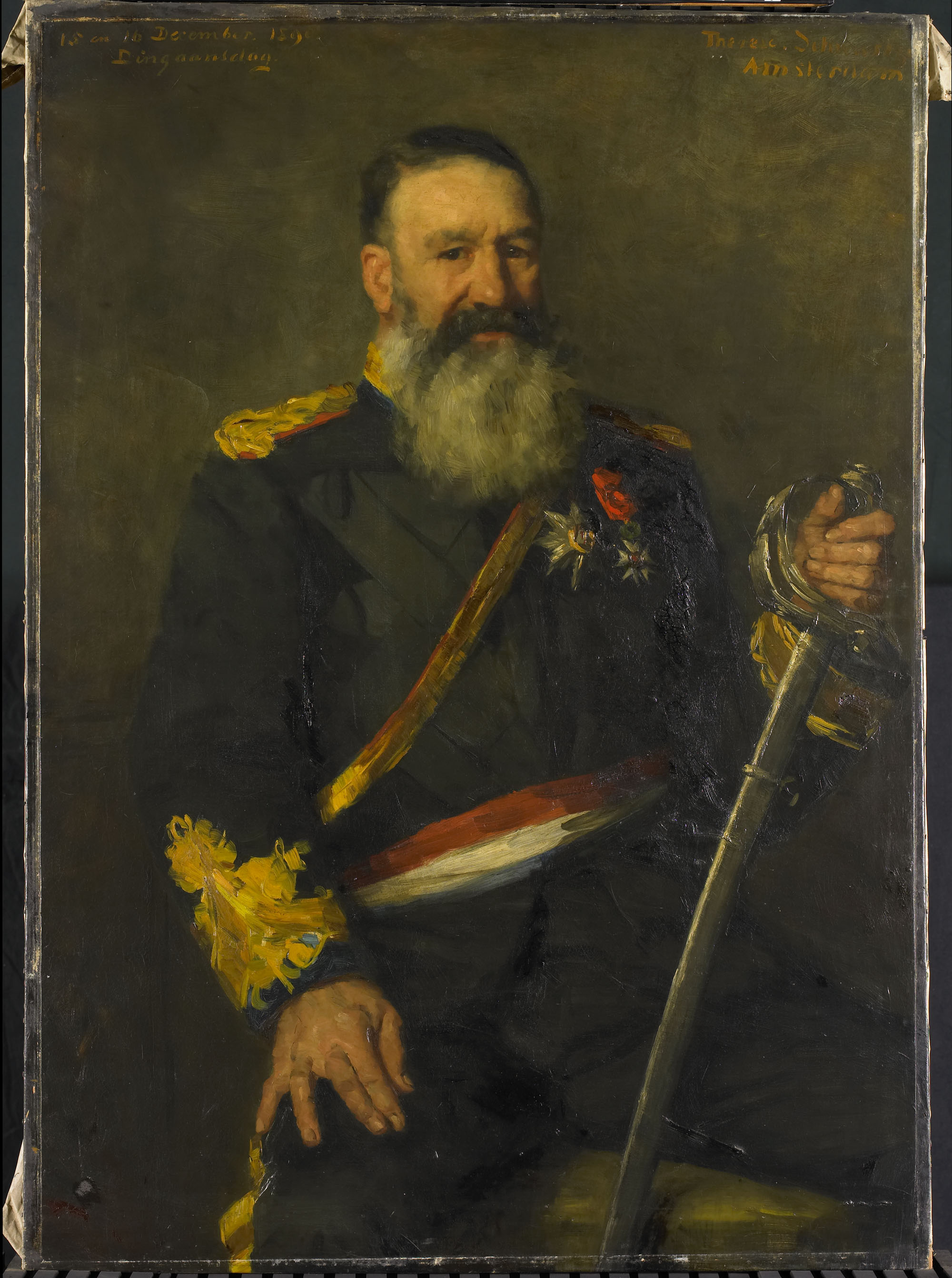
Portret van Joubert door Thérèse Schwartze, 1890

## Latere politieke loopbaan
In 1883 stelde hij zich kandidaat voor het ambt van president van de Transvaal, maar kreeg slechts 1171 stemmen tegen de 3431 stemmen voor Kruger. De rest van zijn politieke carrière diende hij zowel als Krugers politieke aartsrivaal als zijn vicepresident. In 1893 probeerde hij het opnieuw; deze maal als vertegenwoordiger van het relatief progressieve deel van de Boeren. Deze groep wilde meer rechten voor de uitlanders, die de meerderheid vormden in Johannesburg en de Witwatersrand. Deze verkiezingen won Kruger ternauwernood, hoewel er gegronde redenen zijn om te geloven dat aanhangers van Kruger de verkiezingen hebben gemanipuleerd. Na een formeel protest accepteerde Joubert Krugers hernieuwde presidentschap. Hij probeerde het opnieuw in 1898 maar verloor deze ruimschoots. Door de Jameson Raid was zijn positie te verzwakt en hij werd beschuldigd van verraad en sympathie voor de uitlanders.

## Tweede Boerenoorlog
Tijdens de aanloop naar de Tweede Boerenoorlog kocht Joubert grote voorraden moderne geweren en ammunitie. Hij had een klein aandeel in de onderhandelingen die resulteerden in het ultimatum dat in 1899 door Kruger naar Groot-Brittannië werd gestuurd.
Na het uitbreken van de oorlog nam hij het nominale opperbevelhebberschap op zich, maar gaf dit al snel op aan andere, jongere bevelhebbers. Onvermogen of apathie waren hier debet aan. Zijn voorzichtige natuur, die hem in zijn jonge jaren de bijnaam slim Piet had gegeven, leidde er samen met zijn gebrek aan zelfverzekerdheid en assertiviteit dat zijn krijgshandelingen vooral defensief van aard waren. De offensieve bewegingen van de Boerentroepen schijnen geenszins door hem gepland of uitgevoerd te zijn.

### Dood
Tijdens de oorlog leidde fysieke zwakheid tot een praktisch stoppen van zijn generaalschap. Hoewel hij twee dagen daarvoor nog als opperbevelhebber werd gezien, stierf hij in Pretoria aan buikvliesontsteking terwijl het Engelse leger naar de stad oprukte. Hij werd begraven bij zijn boerderij in Rustfontein; Kruger sprak op zijn begrafenis. Zijn militaire tegenstander Frederick Sleigh Roberts betuigde zijn respect met een condoleancetelegram. Generaal Louis Botha volgde Joubert op als opperbevelhebber en werd geassisteerd door Koos de la Rey.
De stad Pietersburg (nu Polokwane) in het noorden van Zuid-Afrika was naar hem vernoemd.
- Digitale Bibliotheek voor de Nederlandse Letteren: joub005
- Gemeinsame Normdatei: 172646901
- International Standard Name Identifier: 0000 0000 8238 7819
- Library of Congress Control Number: no91022392
- Nederlandse Thesaurus van Auteursnamen: 070602468
- SNAC: w65530p6
- Virtual International Authority File: 56175533
- WorldCat: E39PBJrWFY46grQrvrwbkXmcfq